# Nguyễn Ngọc Thảo
Nguyễn Ngọc Thảo là một sĩ quan cấp cao trong Quân đội nhân dân Việt Nam, hàm Trung tướng, Bác sĩ, nguyên Cục trưởng Cục Quân y, Bộ Quốc phòng.

## Thân thế và sự nghiệp
Ông từng là Chủ nhiệm Quân y của Đoàn 559.
Năm 1997, ông nghỉ hưu.